# 박나예
박나예(, 1998년 1월 30일~)는 대한민국의 배우이자 모델이고, 2015년 4월 9일, 영화 《장수상회》의 단역을 통하여 배우로 첫 데뷔하였으며, 그 이듬해(2016년)에 TV 드라마 《장사의 신》을 통하여 TV 시리즈에 첫 출연하였다.

## 출연작

### 영화
- 《장수상회》 (2015년) - 치수 딸 자영 역
- 《지렁이》 (2017년) - 보라 역
- 《데드 어게인》 (2017년) - 정인 역

### TV 시리즈
- 《장사의 신 - 객주 2015》 (2016년, KBS2) - 동기(김도연) 역
- 《라이더스: 내일을 잡아라》 (2016년, E채널) - 어린 강윤아 역
- 《뱀파이어 탐정》 (2016년, OCN) - 어린 서승희 역
- 《그남자 오수》 (2018년, OCN) - 서수정 역

## 수상 및 후보
| 연도 | 시상식            | 부문       | 작품   | 결과 |
| ---- | ----------------- | ---------- | ------ | ---- |
| 2017 | 제37회 황금촬영상 | 신인여우상 | 지렁이 | 수상 |